# Montchevreuil
Montchevreuil is een fusiegemeente (commune nouvelle) in het Franse departement Oise in de regio Hauts-de-France. De plaats maakt deel uit van het arrondissement Beauvais.  Montchevreuil telde op 1 januari 2022 1.332 inwoners.

## Geschiedenis
Montchevreuil is op 1 januari 2019 ontstaan door de fusie van de gemeenten Bachivillers en Fresneaux-Montchevreuil. De fusiegemeente werd vernoemd naar een gehucht in die laatste voormalige gemeente. Het gemeentehuis van Montchevreuil bevindt zich in Fresneaux.

## Geografie
De oppervlakte van Montchevreuil bedroeg op 1 januari 2022 17,09 vierkante kilometer; de bevolkingsdichtheid was toen 77,9 inwoners per km².

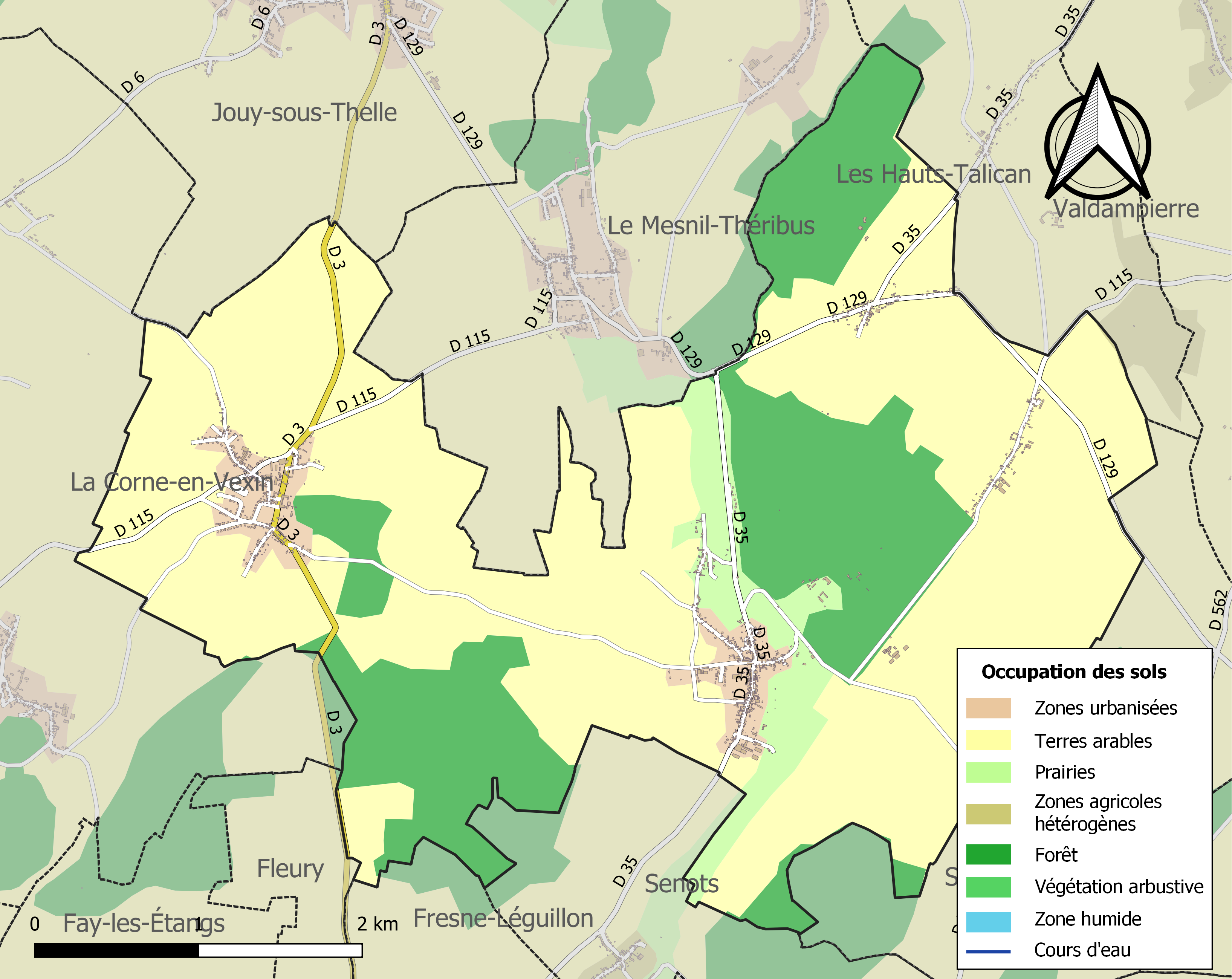
Kaart van de gemeente met belangrijkste infrastructuur, bodemgebruik en omliggende gemeenten